# Carcharhinus altimus
Carcharhinus altimus е вид пилозъба акула от семейство Сиви акули (Carcharhinidae).

## Разпространение и местообитание
Видът е разпространен в Австралия, Бахамски острови, Бразилия, Венецуела, Гамбия, Гана, Египет, Еквадор, Еритрея, Йемен, Индия (Керала и Тамил Наду), Испания, Китай, Колумбия, Коста Рика, Кот д'Ивоар, Куба, Мадагаскар, Малдиви, Мексико (Наярит, Синалоа, Сонора и Халиско), Никарагуа, Саудитска Арабия, САЩ (Флорида и Хавайски острови), Сенегал, Сиера Леоне, Судан, Филипини и Южна Африка (Източен Кейп).
Среща се на дълбочина от 187,5 до 455 m, при температура на водата от 10,3 до 17,4 °C и соленост 35,2 – 36,2 ‰.

## Описание
На дължина достигат до 3 m, а теглото им е максимум 167,8 kg.